# Kotlina Pliešovská

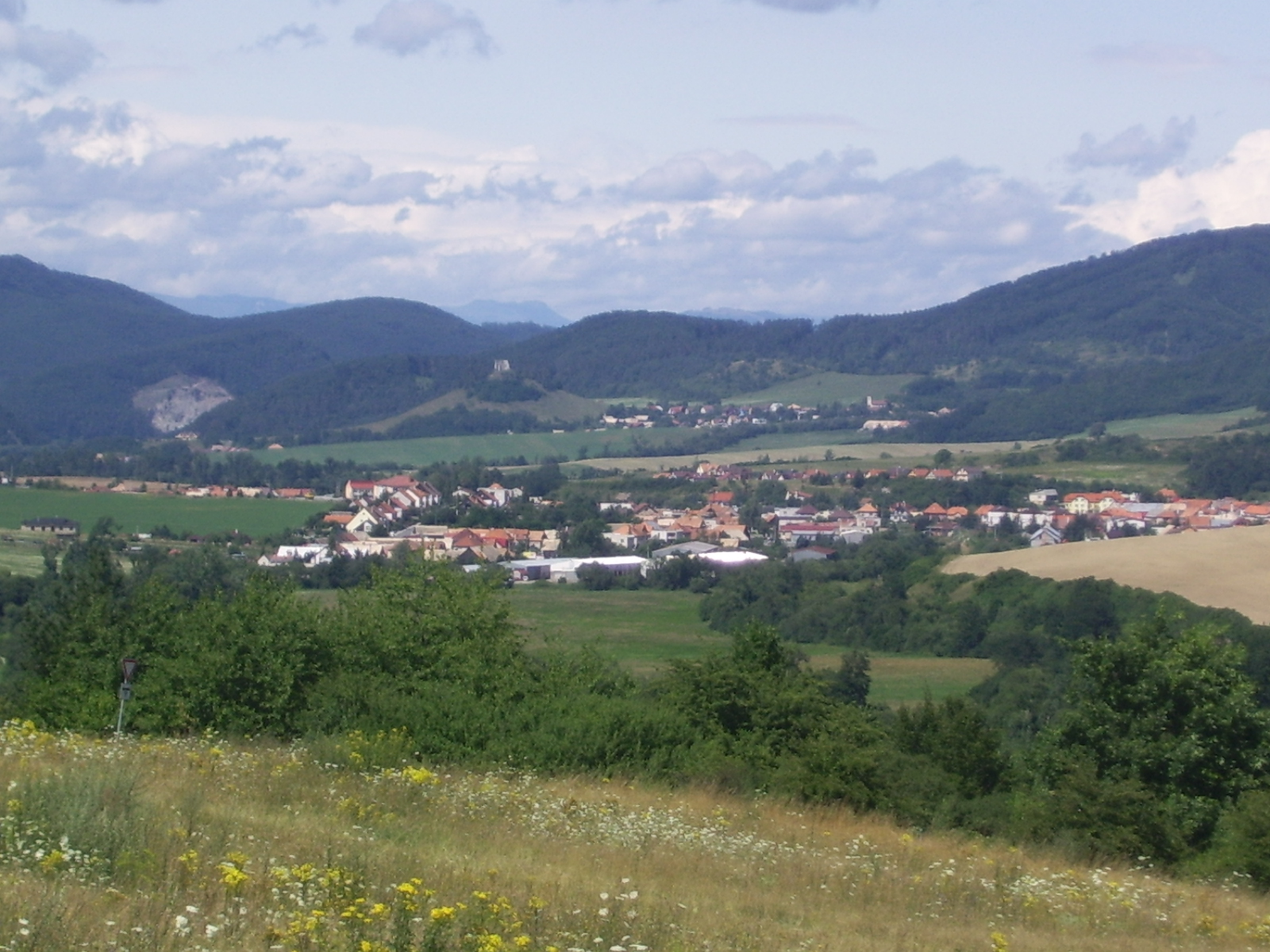
Dobrá Niva

Kotlina Pliešovská – jednostka geomorfologiczna w Wewnętrznych Karpatach Zachodnich na Słowacji, zaliczana do łańcucha Rudaw Słowackich.
Niewielka kotlina rozciągnięta jest w kierunku północ-południe na długości ok. 17 km, a jej maksymalna szerokość nie przekracza 7 km. Od wschodu ogranicza ją grupa górska Jaworia, od południa – Pogórze Krupińskie, od zachodu Góry Szczawnickie, zaś od północy Góry Kremnickie. Przez północną część kotliny płynie Hron. Najwyższym punktem kotliny jest wzgórze Hrádok (540 m n.p.m.), zaś najniższym lustro Hronu (270 m n.p.m.). W kotlinie leżą miejscowości: Babiná, Bacúrov, Breziny, Budča, Bzovská Lehôtka, Dobrá Niva, Dubové, Ostrá Lúka, Pliešovce, Podzámčok i Sása.